# 유즈노사할린스크 지목구

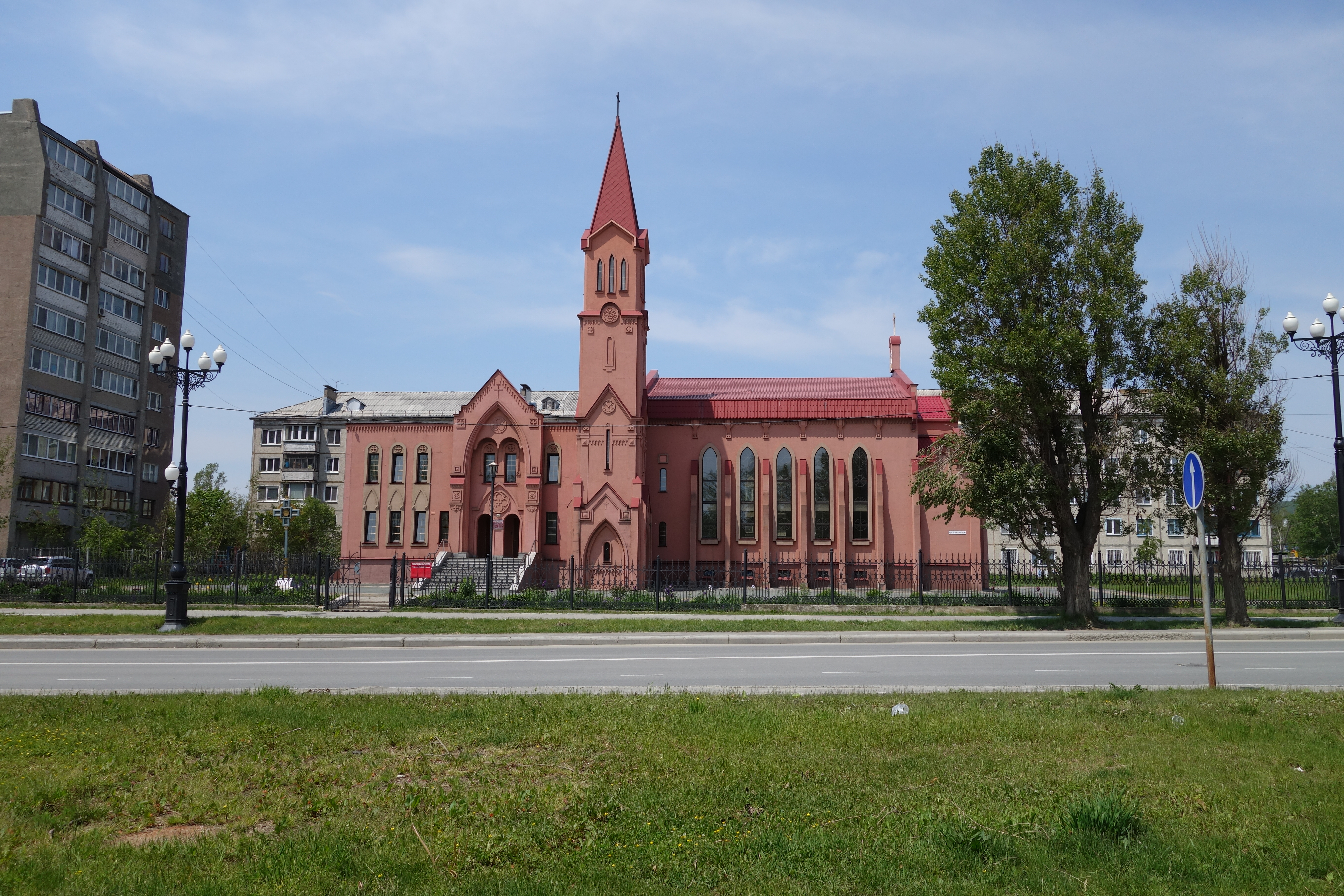

유즈노사할린스크 지목구(라틴어: Apostolica Praefectura Sachaliniana Meridionalis, 러시아어: Южно-Сахалинская апостольская префектура)는 러시아의 극동 사할린섬을 관할하고 있는 로마 가톨릭교회의 지목구이다. 주교좌 성당은 유즈노사할린스크의 성 야고보 성당이다. 현재 이르쿠츠크 교구장 키릴 클리모비츠 주교가 지목구장을 겸임하고 있다.
1932년 7월 18일 삿포로 대목구에서 가라후토 자치전교구가 분할되어, 1938년 5월 21일 카라후토 지목구로 승격되었다. 2002년 4월 10일 유즈노사할린스크 지목구로 개칭되었다. 교세는 2014년 기준으로 사제 1명, 수녀 4명, 본당 4곳, 신자 천 명(전체 559,000명의 0.2%)이다.